# Saint-Pierre-le-Vieux (Sena Marítim)
Saint-Pierre-le-Vieux és un municipi francès situat al departament del Sena Marítim i a la regió de Normandia. L'any 2007 tenia 218 habitants.

## Demografia

### Població
El 2007 la població de fet de Saint-Pierre-le-Vieux era de 218 persones. Hi havia 80 famílies de les quals 16 eren unipersonals (16 dones vivint soles i 16 dones vivint soles), 20 parelles sense fills, 40 parelles amb fills i 4 famílies monoparentals amb fills.
La població ha evolucionat segons el següent gràfic:
Habitants censats

### Habitatges
El 2007 hi havia 118 habitatges, 85 eren l'habitatge principal de la família, 29 eren segones residències i 3 estaven desocupats. Tots els 117 habitatges eren cases. Dels 85 habitatges principals, 73 estaven ocupats pels seus propietaris, 8 estaven llogats i ocupats pels llogaters i 4 estaven cedits a títol gratuït; 2 tenien dues cambres, 12 en tenien tres, 17 en tenien quatre i 55 en tenien cinc o més. 80 habitatges disposaven pel capbaix d'una plaça de pàrquing. A 30 habitatges hi havia un automòbil i a 48 n'hi havia dos o més.

### Piràmide de població
La piràmide de població per edats i sexe el 2009 era:
| Homes | Edats   | Dones |
| ----- | ------- | ----- |
| 0     | 95 o +  | 0     |
| 0     | 90 a 94 | 0     |
| 0     | 85 a 89 | 4     |
| 4     | 80 a 84 | 4     |
| 4     | 75 a 79 | 4     |
| 4     | 70 a 74 | 4     |
| 4     | 65 a 69 | 8     |
| 4     | 60 a 64 | 0     |
| 4     | 55 a 59 | 4     |
| 8     | 50 a 54 | 12    |
| 0     | 45 a 49 | 0     |
| 4     | 40 a 44 | 4     |
| 12    | 35 a 39 | 8     |
| 12    | 30 a 34 | 12    |
| 8     | 25 a 29 | 8     |
| 4     | 20 a 24 | 0     |
| 0     | 15 a 19 | 8     |
| 20    | 10 a 14 | 4     |
| 4     | 5 a 9   | 12    |
| 8     | 0 a 4   | 8     |

## Economia
El 2007 la població en edat de treballar era de 134 persones, 101 eren actives i 33 eren inactives. De les 101 persones actives 98 estaven ocupades (49 homes i 49 dones) i 3 estaven aturades (1 home i 2 dones). De les 33 persones inactives 18 estaven jubilades, 9 estaven estudiant i 6 estaven classificades com a «altres inactius».

### Ingressos
El 2009 a Saint-Pierre-le-Vieux hi havia 87 unitats fiscals que integraven 223 persones, la mediana anual d'ingressos fiscals per persona era de 19.977 €.

### Activitats econòmiques
Dels 2 establiments que hi havia el 2007, 1 era d'una empresa d'hostatgeria i restauració i 1 d'una entitat de l'administració pública.
L'any 2000 a Saint-Pierre-le-Vieux hi havia 9 explotacions agrícoles.

## Poblacions més properes
El següent diagrama mostra les poblacions més properes.